# Живка Станева
Живка Стефанова Станева е българска учителка и общественичка.

## Биография
Родена е през 1885 г. в Търново. Завършва основно училище и гимназия в родния си град. Учителка е в с. Айджий, Великотърновско. Организира неделно училище. Създава любителска театрална трупа заедно със съпруга си Ценко Станев и участва в представления. Член е на дружество „Съзнание“, клон на Българския женски съюз, както и на групата на просветените жени към Славянско дружество. Умира през 1973 г. в Самоков.
Личният ѝ архив се съхранява във фонд 1242К в Централен държавен архив. Той се състои от 9 архивни единици от периода 1885 – 1973 г.